# Lazzaro Agostino Cotta
Lazzaro Agostino Cotta (Ameno, 23 giugno 1645 – Milano, 1º aprile 1719) è stato un avvocato, storiografo e poeta italiano.

## Biografia
Nacque da Francesco e Anna Maria Sinistrari ad Ameno, sul lago d'Orta, il 23 giugno 1645. Il padre era un uomo severo e autoritario, caratteristiche che mantenne per tutta la vita. La madre era sorella del frate francescano Ludovico Maria Sinistrari, insigne giurista e moralista.
Compì gli studi giuridici prima col canonico dell'isola di San Giulio, Agostino Manini, in seguito all'università di Pavia, sotto la guida di Francesco Bazzetta da Omegna, ma non è noto quando si laureò. 
Dopo la laurea aprì il suo studio a Milano, inizialmente nella parrocchia di Sant'Alessandro, poi in quella di San Vittore. Faceva comunque sovente ritorno alla amata Ameno, dove trascorreva le estati e gli autunni nella casa paterna, amando dedicarsi alla caccia, alla pesca e non disdegnando il buon vino in compagnia.
Dal 30 settembre 1675 risultava coniugato a Veronica Martelli da Miasino, dalla quale ebbe almeno un figlio, Francesco Onofrio, anch'egli avvocato, ed una figlia, Adelaide Caterina.
La profonda conoscenza del diritto romano gli valse la nomina a pretore di Luino ed un importante incarico davanti al Senato di Milano: la difesa del Vescovo di Novara nella causa contro il Ducato di Milano per il dominio della Riviera di San Giulio. Come annota egli stesso nel Museo Novarese, fu intimamente legato in un vincolo di amicizia con Silvestro Albergante di Varallo Sesia, da lui definito "dottor di leggi, poeta di buon gusto" che ha scritto componimenti "con il nome anagrammatico Tertulliano Serba".
Dopo oltre trent'anni vissuti nella parrocchia di S. Vittore e Quaranta Martiri a Milano, vi morì il 1 aprile 1719 e fu sepolto nella stessa chiesa.

## Lo storico
La grande passione per le vicende della sua terra d'origine lo fece votare anche agli studi storici, diventando uno dei maggiori storici cusiani del XVII secolo. Dedicò moltissimo tempo alla raccolta dei documenti e alla stesura dei testi di carattere storico, distinguendosi per l'incredibile attenzione per i particolari.

## Opere
- Corografia o sia Descrittione della Riviera di San Giulio, 1667-1680 (opera in quattro libri).
- Miscellanee novaresi, Milano, 1688-1718. Opera costituita da 12 volumi di stampati, perduti durante il bombardamento dell'agosto 1943, e quattro di manoscritti, giunti fino a noi. Di tutti i volumi esiste un catalogo dei contenuti, redatto da Giuseppe Pagani e pubblicato sul Bollettino Storico per la Provincia di Novara tra il 1914 e il 1923[4]
- Museo novarese, Milano, Heredi Ghisolfi, 1701.
- Supplemento al Museo (o Giunta), 1706 (conservata nella Biblioteca civica di Novara e presso l'Archivio capitolare di Novara).
- La Pirlonea, Milano, Agnelli, 1718.

## Riconoscimenti
Il comune di Ameno lo ha celebrato con una lapide sulla facciata della casa ove soleva soggiornare:
Il comune di Novara gli ha intitolato una via in centro, traversa di via Solferino.